# Grêmio Desportivo São-Carlense
O Grêmio Desportivo São-Carlense, conhecido como Grêmio, Grêmio São-Carlense ou São-Carlense, é um clube brasileiro de futebol da cidade de São Carlos, no estado de São Paulo. Foi fundado em 20 de julho de 2016 e suas cores são vermelho, azul e branco. Sua fundação se deu na tentativa de resgatar a torcida e as memórias do antigo Grêmio Esportivo Sãocarlense, este fundado em 19 de março de 1976, e que encerrou suas atividades em 2005. Atualmente, o clube disputa a Série A4 do Campeonato Paulista, equivalente ao quarto nível estadual.

## História
O Grêmio Desportivo São-carlense foi fundado em 20 de julho 2016. O clube manda seus jogos no Estádio Luisão, o Luís Augusto de Oliveira.
Em 2016, começou nos Campeonatos amadores da cidade, e retornou ao profissionalismo disputando a 1.ª Taça Paulista e em 2017 a 2.ª Taça Paulista, organizada pela Liga de Futebol Paulista. Em 2018 voltou a ser filiado a FPF e atualmente disputa a Segunda divisão do Campeonato Paulista, além de ter todas as categorias de Base, do Sub 11 ao Sub 20.

#### Galeria de presidentes
- - Sérgio Antônio Piovesan - 2016 – 2017[9]
  - Benedito Alves Pinheiro - 2017 – 04/2021 (in memoriam)[10]
  - Fábio Nogueira Spósito - 2022 – atual[11]

## Histórico em competições oficiais
Profissional
- Taça Paulista - 2016 e 2017
- Campeonato Paulista - Série A4 - 2018, 2019, 2020, 2021 e 2022

## Desempenho em competições
Campeonatos profissionais
| Ano  | Competição                     | Desempenho       | Colocação | J  | V  | E | D  | GP | GC | SG  | AP    |
| 2016 | Taça Paulista                  | Primeira fase    | 8.º       | 14 | 0  | 5 | 9  | 7  | 27 | -20 | 11,9% |
| 2017 | Taça Paulista                  | Primeira fase    | 3.º       | 5  | 3  | 1 | 1  | 11 | 8  | +3  | 86,6% |
| 2018 | Campeonato Paulista - Série A4 | Primeira fase    | 39.º      | 14 | 1  | 2 | 11 | 7  | 34 | -27 | 11,9% |
| 2019 | Campeonato Paulista - Série A4 | Primeira fase    | 38.º      | 12 | 1  | 1 | 10 | 7  | 36 | -29 | 11,1% |
| 2020 | Campeonato Paulista - Série A4 | Segunda fase     | 21.°      | 8  | 2  | 5 | 1  | 10 | 8  | +2  | 45,8% |
| 2021 | Campeonato Paulista - Série A4 | Oitavas de final | 6.º       | 14 | 5  | 7 | 2  | 14 | 8  | +6  | 52,4% |
| 2022 | Campeonato Paulista - Série A4 | Semifinal        | 3.º       | 20 | 12 | 5 | 3  | 32 | 12 | +20 | 68,3% |
| 2023 | Campeonato Paulista - Série A4 | Semifinal        | 4.º       | 26 | 14 | 6 | 6  | 33 | 17 | +16 | 61,5% |
| 2024 | Campeonato Paulista - Série A4 | Quartas de final | 5.º       | 17 | 9  | 3 | 5  | 27 | 12 | +15 | 58,8% |
| 2025 | Campeonato Paulista - Série A4 | Primeira fase    | 14.º      | 15 | 2  | 8 | 5  | 16 | 17 | -1  | 31,1% |

Campeonato Paulista de Futebol Sub-20
| Ano  | Competição                              | Desempenho    | Colocação      | J  | V | E | D | GP | GC | SG | AP |
| 2016 | Taça Paulista Sub-18                    |               |                |    |   |   |   |    |    |    |    |
| 2021 | Campeonato Paulista Sub-20 - 1ª Divisão | Primeira fase | 6.º no grupo 3 | 10 | 2 | 2 | 6 | 15 | 20 | -5 |    |
| 2022 | Campeonato Paulista Sub-20 - 1ª Divisão | Primeira fase | 4.º no grupo 4 | 10 | 2 | 3 | 5 | 14 | 17 | -3 |    |
| 2023 | Campeonato Paulista Sub-20 - 1ª Divisão | Não disputou  |                |    |   |   |   |    |    |    |    |

Copa São Paulo de Futebol Júnior
| Ano  | Competição            | Desempenho    | Colocação       | J | V | E | D | GP | GC | SG | AP      |
| 2022 | Copa São Paulo Júnior | Primeira fase | 3.º no grupo 11 | 3 | 0 | 1 | 2 | 1  | 4  | -3 | 0,11,1% |
| 2023 | Copa São Paulo Júnior | Primeira fase | 4.º no grupo 19 | 3 | 0 | 1 | 2 | 3  | 8  | -5 | 0,22,2% |
| 2024 | Copa São Paulo Júnior |               | no grupo 13     |   |   |   |   |    |    |    |         |

## Jogos amistosos

### Amistosos nacionais
- 26 de maio de 2017 - São-Carlense 1–1 Grêmio Bela Vista de Rio Claro (Estádio Zuzão)[carece de fontes?]
- 3 de junho de 2017 - Seleção de Trabiju 1–2 São-Carlense (Municipal de Trabiju)[carece de fontes?]
- 23 de fevereiro de 2018 - São-Carlense 1–3 Catanduva FC (Tecumseh Clube)[carece de fontes?]
- 18 de março de 2018 - São-Carlense 3–0 Rio Branco Ibitinga (Estádio Luisão)[carece de fontes?]
- 28 de março de 2018 - Catanduva FC 2–0 São-Carlense (Estádio João Mendes Sobrinho, em Pindorama-SP)[carece de fontes?]
- 20 de fevereiro de 2019 - Ferroviária 3–0 São-Carlense (Fonte Luminosa)[carece de fontes?]
- 17 de março de 2019 - XV de Jaú 2–0 São-Carlense (Zezinho Magalhães)[carece de fontes?]
- 21 de março de 2019 - Independente 0–3 São-Carlense (Agostinho Prada)[carece de fontes?]
- 19 de outubro de 2020 - São-Carlense 2–3 Amparo[12]

### Lista de ex-treinadores
- Daniel Pereira[13][14]
- 05/04/2016 – 14/04/2016
- O clube se filia na Liga de Futebol Nacional do Brasil para disputar a Taça Paulista de Futebol de 2016

- Osmar Gira-Gira[15]
- 07/10/2016 – 2016
- Disputa novamente a Taça Paulista de Futebol de 2017

- Edvaldo (Vardão)[16]
- 2017 – 2017

- Jonathas Mendes[17]
- 02/2018 – 05/2018
- O clube se filia na Federação Paulista de Futebol e entra para disputar a Segunda Divisão

- Julio César Cominotte[18]
- 16/05/2018 – (interino)

- Anderson Florentino[19][20]
- 21/05/2018 – 2019

- Julio César Caminotte[21]
- 2019 – (interino)

- Marcus Vinícius[22][23]
- 11/02/2020 – 11/09/2023[24]
  - Em 2022, chegou à semifinal do Campeonato Paulista de Futebol de 2022 - Segunda Divisão
  - Em 2023, novamente chegou à semifinal do Campeonato Paulista de Futebol de 2023 - Segunda Divisão

- Leandro Mehlich[25]
- 24/11/2023 – 23/02/2024[26]
  - Em 2024, o clube começa disputando o Campeonato Paulista de Futebol de 2024 - Série A4

- Rafael Sundermann
- 24/02/2024 – 30/04/2024

- Alexandre Grasseli[27][28]
- 20/05/2024 – 12/09/2024

## Ranking da CBF
Ranking atualizado e divulgado em 31 de janeiro de 2023.
- Posição: Sem colocação
- Pontuação: 0 pontos

Ranking criado pela Confederação Brasileira de Futebol que pontua todos os times do Brasil.